# Jean Bogaerts
Jan (Jean) Bogaerts (Vilvoorde, 19 januari 1925 - Schaarbeek, 28 januari 2017) 
Was een  Belgische wielrenner. Hij werd in 1945 de eerste winnaar van de Omloop Het Volk. Hij was beroepsrenner tussen 1945 en 1955.

## Belangrijkste overwinningen
1945
- Omloop Het Volk

1950
- Ronde van Limburg
- 1e etappe Ronde van België

1951
- Omloop Het Volk
- Eindklassement Ronde van Nederland

1954
- Nationale Sluitingsprijs

## Resultaten in voornaamste wedstrijden
| Jaar | Gent-Wevelgem | Ronde van Vlaanderen | Parijs-Roubaix | Luik-Bast.‑Luik | Parijs-Brussel | Parijs-Tours | Omloop Het Volk |
| ---- | ------------- | -------------------- | -------------- | --------------- | -------------- | ------------ | --------------- |
| 1945 |               |                      |                |                 |                |              | Goud            |
| 1947 |               |                      |                | 11e             |                |              |                 |
| 1948 | 7e            |                      | 27e            |                 | Brons          |              |                 |
| 1949 |               | 34e                  |                |                 | 64e            |              |                 |
| 1950 | 21e           |                      | 47e            | Zilver          | 9e             | 4e           |                 |
| 1951 |               |                      | 44e            |                 | 14e            |              | Goud            |
| 1952 |               |                      |                | 15e             | 28e            |              |                 |
| 1954 |               |                      |                |                 |                |              | 16e             |
| 1955 |               |                      |                | 29e             | 41e            |              |                 |